# Arbre sacré d'Uppsala
L'arbre sacré à Uppsala était un arbre sacré, situé dans le temple d'Uppsala, en Suède, dans la seconde moitié du XIe siècle. On ne sait pas de quelle espèce il s'agissait, mais un chercheur a estimé qu'il s'agissait d'un if,.

Il est plus documenté que le célèbre temple dans lequel il se trouvait. Dans les années 1070, l'auteur d'une scholie dans la Gesta Hammaburgensis ecclesiae pontificum d'Adam de Brême a expliqué : 
« Près de ce temple, il y a un très grand arbre avec de larges branches qui sont toujours vertes, à la fois en hiver et en été. Personne ne sait de quelle espèce il est. Il y a aussi une source où les païens ont l'habitude d'effectuer des sacrifices et de noyer un être humain vivant. Tant que son corps n'est pas retrouvé, les demandes de la population seront exaucées. »
 La description de l'arbre et de l'emplacement d'un puits à proximité ne sont pas sans rappeler l'arbre Yggdrasil qui s'élevait au-dessus du puits d'Urd, et il est possible que les Suédois aient consciemment créé un exemplaire du monde de leurs dieux nordiques à Uppsala.

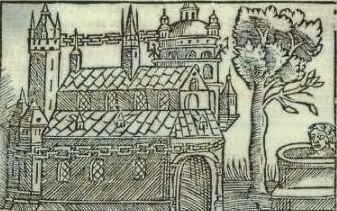
Image montrant l'arbre sacré à la droite du temple, d'Olaus Magnus dans son Historia de Gentibus Septentrionalibus (1555). À la droite de l'arbre on peut voir une illustration d'un homme sacrifié au printemps.

La source islandaise tardive, la Saga de Hervor et du roi Heidrekr, contient une description de la façon dont l'arbre a été utilisé dans les rites païens, lors d'un événement qui se déroule quelques années après l'écriture de la scholie. C'est une référence à l'antique rituel indo-européen du sacrifice du cheval : 
« Svein, le beau-frère du roi, resta derrière dans l'assemblée et offrit aux Suédois de faire des sacrifices en leur nom si ceux-ci lui donnaient le royaume. Ils ont tous été d'accord pour accepter l'offre de Svein, et il a ensuite été reconnu comme roi de toute la Suède. Un cheval a ensuite été conduit devant l'assemblée et taillé en morceaux pour le manger, et l'arbre sacré était barbouillé de sang. Ensuite, tous les Suédois ont abandonné le christianisme, et les sacrifices ont recommencé. Ils ont banni le roi Ingi, et il partit pour le Västergötland. »